# Resta (singolo)
Resta è il singolo di debutto del cantautore e rapper italiano LDA, pubblicato il 27 marzo 2020 come primo estratto dal primo EP LDA.

## Descrizione
Il brano, scritto dallo stesso cantautore con Alessandro Caiazza, è stato inserito nell'EP LDA, pubblicato il 13 maggio 2022 dopo la partecipazione dell'artista alla ventunesima edizione del talent show Amici di Maria De Filippi.

## Tracce
Testi e musiche di Luca D'Alessio e Alessandro Caiazza.
1. Resta – 3:21